# Lobobunaea alberici
Lobobunaea alberici är en fjärilsart som beskrevs av Abel Dufrane 1953. Lobobunaea alberici ingår i släktet Lobobunaea och familjen påfågelsspinnare. Inga underarter finns listade i Catalogue of Life.